# هنری-آدوارد لومبارد
هنری-آدوارد لومبارد (انگلیسی: Henri-Édouard Lombard؛ ۲۱ نوامبر ۱۸۵۵ – ۲۳ ژوئیه ۱۹۲۹ (۷۳ ساله)) مجسمه‌ساز اهل فرانسه بود.
وی همچنین برندهٔ جوایزی همچون لژیون دونور (شوالیه) شده‌است.